# كنيسة الساكرامنتينوس
كنيسة الساكرامنتينوس (بالإسبانية: Basílica de los Sacramentinos) هي كنيسة كاثوليكية تقع في حي دييغو دي ألميغرو في مدينة سانتياغو، عاصمة تشيلي. تتميّز الكنيسة بتصميمها المعماري المستوحى من كنيسة القلب الأقدس في باريس، وهي من أبرز المعالم الدينية في المدينة.

## التاريخ
بُنيت الكنيسة من قبل رهبنة الآباء الساكرامنتينوس، وهم جزء من جمعية القربان المقدس. وقد بدأ العمل على تصميمها في مطلع القرن العشرين، حيث صممت لتكون مركزًا روحيًا رئيسيًا في العاصمة التشيلية.

## المعمار
استُوحي تصميم الكنيسة من كنيسة القلب الأقدس (Sacré-Cœur) الواقعة على تلة مونتمارتر في باريس، ما يفسّر تشابه الهيكل العام والقبة المركزية.
يتميّز البناء بـ:
- قبة ضخمة يصل ارتفاعها إلى 69 مترًا
- تفاصيل معمارية على الطراز القوطي الجديد
- واجهة من الحجارة المنحوتة والنوافذ الزجاجية الملوّنة

## الوضع الحالي
تُعد الكنيسة موقعًا نشطًا للعبادة وتُقام فيها القداديس والفعاليات الدينية بانتظام. كما أنها مقصد للسياح والزائرين المهتمين بالمعمار الديني والتاريخ الثقافي للمدينة.